# باشگاه فوتبال تلفورد یونایتد
باشگاه فوتبال تلفورد یونایتد (به انگلیسی: Association Football Club Telford United) یک باشگاه فوتبال در شهر تلفورد، کشور انگلستان است که در سال ۲۰۰۴ میلادی تأسیس شده است.